# Autriche aux Jeux olympiques d'hiver de 1948
Cet article contient des informations sur la participation et les résultats de l'Autriche aux Jeux olympiques d'hiver de 1948 à Saint-Moritz en Suisse. L'Autriche était représentée par 54 athlètes. 
La délégation autrichienne aux Jeux olympiques d'hiver de 1948 a récolté en tout 8 médailles, 1 d'or, 3 d'argent, et 4 de bronze. Elle a terminé au 7e rang du classement des médailles. Malgré leur faible nombre, les femmes de l'équipe ont remporté 6 des 8 médailles.

## Médailles
| Médaille                            | Nom                 | Sport               | Compétition       |
| ----------------------------------- | ------------------- | ------------------- | ----------------- |
| Médaille d'or, Jeux olympiques      | Trude Beiser-Jochum | Ski alpin           | Combiné femmes    |
| Médaille d'argent, Jeux olympiques  | Franz Gabl          | Ski alpin           | Descente hommes   |
| Médaille d'argent, Jeux olympiques  | Trude Beiser-Jochum | Ski alpin           | Descente femmes   |
| Médaille d'argent, Jeux olympiques  | Eva Pawlik          | Patinage artistique | Individuel femmes |
| Médaille de bronze, Jeux olympiques | Resi Hammerer       | Ski alpin           | Descente femmes   |
| Médaille de bronze, Jeux olympiques | Erika Mahringer     | Ski alpin           | Slalom femmes     |
| Médaille de bronze, Jeux olympiques | Erika Mahringer     | Ski alpin           | Combiné femmes    |
| Médaille de bronze, Jeux olympiques | Edi Rada            | Patinage artistique | Individuel hommes |